# Hermann und das liebe Vieh
Hermann und das liebe Vieh ist ein Dokumentarfilm des Filmemachers Stefan Heinrich aus dem Jahr 2010. Die NDR Reportage zeigt den Arbeitsalltag von Bauer Hermann Völxen und gibt einen Einblick in seine tägliche Arbeit mit Vieh und Traktor. Völxen ist bekannt für seine amüsanten Sprüche und Flüche. Er erhält zudem große Anerkennung für seine ehrliche und schwere Arbeit.

## Inhalt der Dokumentation
Die Dokumentation zeigt den Arbeitsalltag auf dem Bauernhof des Bauern Hermann Völxen, der auch als „letzter Bauer von Hannover“ bezeichnet wird. Völxen betreibt und bewirtschaftet den Bauernhof in Limmer seit den 1960ern und lebt dort mit seiner Schwester Hildegard Völxen. Aufstehen, Zähneputzen und Frühstücken werden kurz angeschnitten, wobei seine Schwester erstmals auftaucht. Im weiteren Verlauf fährt er mit seinem Traktor, einem alten International 844, durch die Innenstadt Hannovers. An einer Kreuzung versagt jedoch der Motor des Traktors, weshalb er auf das Hupen der anderen Verkehrsteilnehmer antwortet: „Fahr mal vorbei!“ Dieser Spruch wurde zu einem der bekanntesten Zitate Völxens. Nachdem er seinen Schlepper wieder zum Laufen gebracht hat, fährt er zu einem anderen Bauern, der ihm getrocknete Zuckerrüben für seine 30 Charolais, französische Fleischkühe, verlädt. Bei der Begrüßung bleibt es bei einem knappen "Hallo" seitens Völxen. Wieder am Hof angekommen, macht sich Bauer Hermann an das Ausmisten des Kuhstalles, während seine Schwester Hildegard die Kühe im Stall füttert. Hierbei kommt ein weiterer Spruch Hermanns zustande. „Gib den nicht so viel mehr ihnen!“, sagt er zu seiner Schwester. Später machen sich beide auf den Weg zu einer Weide. Beide sind sehr verwundert, dass diese überflutet ist, dabei befindet sie sich in einer Überflutungszone. Als Hermann Völxen die Kühe füttern möchte, wird er von einem Bullen (angeblich Bulle Bully) umgestoßen. Wieder zurück am Hof, repariert Hermann seinen Anhänger und legt sich in sein Bett vor den Fernseher. Währenddessen arbeitet Schwester Hildegard und bringt Mist zur nahegelegenen Kindertagesstätte St. Nikolai. Danach ist Bauer Hermann dabei, Gülle (Jauche) in ein Güllefass zu füllen, was von zahlreichen Flüchen begleitet wird, da er sichtlich Schwierigkeiten hat. Wenig später kommt der Klauenschneider König, um die Klauen der Kühe zu pflegen. Als es zur Abrechnung kommt, legt Hermann dem Klauenschneider absichtlich zu wenig Geld hin. Dieser beschwert sich erst, schenkt Hermann aber das Geld, „weil er ein guter Mensch ist“.

## Aufführungen
Die Erstausstrahlung des Dokumentationsfilms fand am 22. März 2010 um 18:15 Uhr beim Norddeutschen Rundfunk statt. Wiederholungen folgten.
Nach der Ausstrahlung im Norddeutschen Rundfunk wurde der Film auch auf YouTube veröffentlicht und erreichte bis heute eine Aufrufzahl von 5,9 Millionen Zuschauern. Ein "Best Of"-Video erreichte sogar über 9,5 Millionen Aufrufe.
Der Film wurde auch bei Filmfestivals gezeigt.